# Lagavulin Bay
Die Lagavulin Bay ist eine kleine Bucht an der Südküste der schottischen Hebrideninsel Islay. Sie befindet sich etwa vier Kilometer östlich des Fährhafens Port Ellen.
An der Einfahrt ist die etwa 200 m weit ins Land schneidende Bucht 300 m breit und erweitert sich dann bis auf maximal 450 m. An ihrem Kopf ist die kleine Streusiedlung Lagavulin gelegen. Im östlichen Teil der Bucht liegt die heute zum Spirituosenkonzern Diageo gehörende Whiskybrennerei Lagavulin. Auf einem Vorsprung an der östlichen Einfahrt der Bucht sind die Ruinen von Dunyvaig Castle, der ehemaligen Stammburg des MacDonald-Clans und Sitz der Lords of the Isles zu sehen.